# 6114 Dalla-Degregori
6114 Dalla-Degregori este un asteroid din centura principală de asteroizi.

## Descriere
6114 Dalla-Degregori este un asteroid din centura principală de asteroizi. A fost descoperit pe 28 aprilie 1984 la Observatorul La Silla de Walter Ferreri. Asteroidul prezintă o orbită caracterizată de o semiaxă mare de 2,23 ua, o excentricitate de 0,13 și o înclinație de 1,6° în raport cu ecliptica.